# Akon/Auszeichnungen für Musikverkäufe

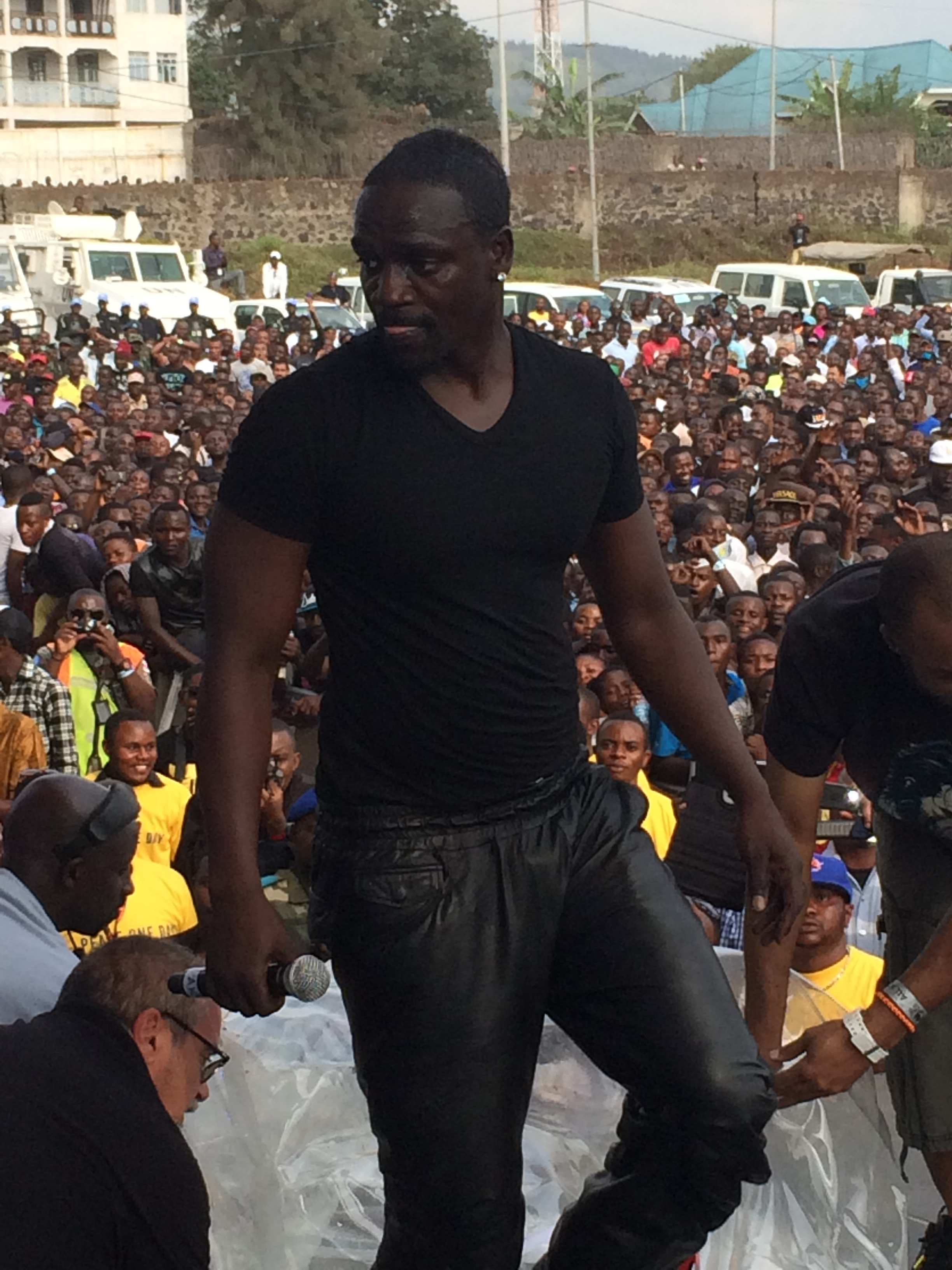
Akon (2014)

Dies ist eine Übersicht über die Auszeichnungen für Musikverkäufe des US-amerikanischen Rappers Akon. Die Auszeichnungen finden sich nach ihrer Art (Gold, Platin usw.), nach Staaten getrennt in chronologischer Reihenfolge, geordnet sowie nach den Tonträgern selbst, ebenfalls in chronologischer Reihenfolge, getrennt nach Medium (Alben, Singles usw.), wieder.

## Auszeichnungen
| - Vereinigtes Königreich - 2018: für die Single Hold My Hand - 2019: für die Single Sorry, Blame It On Me - 2020: für die Single I Just Had Sex - 2022: für die Single Belly Dancer (Bananza) - 2022: für die Single Bartender - 2023: für die Single I’m So Paid - 2023: für die Single Body On Me - Australien - 2005: für das Album Trouble - 2006: für die Single Moonshine - 2008: für die Single Wanna Be Startin’ Somethin’ 2008 - 2009: für das Album Freedom - Belgien - 2005: für die Single Lonely - 2007: für die Single The Sweet Escape - 2007: für die Single Smack That - 2010: für die Autorenbeteiligung Just Dance (Lady Gaga) - 2013: für die Single Play Hard - Brasilien - 2009: für das Videoalbum His Story - 2023: für die Single I’ll Still Kill - 2023: für die Single Don’t Matter (Live-Version) - 2024: für die Single Baby I’m Back - 2024: für die Single Kush - 2024: für die Single Body On Me - Dänemark - 2006: für die Single Lonely - 2007: für die Single I Wanna Fuck/Love You - 2007: für die Single The Sweet Escape - 2008: für die Single Don’t Matter - 2008: für die Single Sorry, Blame It on Me - 2013: für das Streaming Sexy Bitch - 2013: für die Single Play Hard - 2019: für das Album Freedom - 2022: für die Single Dangerous - 2023: für die Single Beautiful - 2024: für die Single Hold My Hand - Deutschland - 2016: für die Single Heatwave - 2016: für die Single Holiday - 2018: für die Single Lonely - 2011: für die Autorenbeteiligung und Produktion Mirrors (Natalia Kills) - 2023: für die Single I Wanna Fuck/Love You - 2023: für die Single Dangerous - 2023: für die Single Hold My Hand - Finnland - 2010: für die Single Sexy Bitch - Frankreich - 2004: für das Album Trouble - 2006: für das Album Konvicted - 2013: für die Single Play Hard - Italien - 2013: für die Single Hold My Hand - 2018: für die Single Heatwave - 2018: für die Single Til the Sun Rise Up - 2019: für die Single The Sweet Escape - 2023: für die Single Smack That - 2023: für die Single Lonely - Japan - 2010: für die Autorenbeteiligung Just Dance (Mobile Downloads, Lady Gaga) - 2011: für das Album Konvicted - 2010: für die Autorenbeteiligung Just Dance (Downloads, Lady Gaga) - 2014: für die Single Don’t Matter (Digital) - Kanada - 2005: für das Album Trouble - 2009: für die Single Sexy Bitch - 2021: für die Single Heatwave - Libanon - 2010: für das Album Freedom - Neuseeland - 2005: für die Single Lonely - 2007: für die Single Sorry, Blame It on Me - 2008: für die Single Hypnotized - 2011: für die Single Hold My Hand - 2015: für die Single I Just Had Sex - 2015: für die Single Angel - 2025: für das Lied Don’t Let Up - Norwegen - 2007: für die Single The Sweet Escape - 2016: für die Single Stick Around - Österreich - 2005: für die Single Lonely - 2014: für die Single Play Hard - Polen - 2007: für das Album Konvicted - Schweden - 2005: für die Single Lonely - 2007: für die Single The Sweet Escape - 2009: für die Single Sorry, Blame It on Me - Schweiz - 2005: für die Single Lonely - 2007: für das Album Konvicted - 2013: für die Single Play Hard - Singapur - 2019: für das Album Freedom - 2019: für das Album Konvicted - Spanien - 2011: für die Single Hold My Hand - 2013: für das Streaming Play Hard - 2024: für das Lied Coméntale - 2024: für die Single Smack That - 2024: für die Single Lonely - Vereinigte Staaten - 2005: für die Single Baby I’m Back - 2006: für den Mastertone Locked Up - 2008: für die Single Get Buck in Here - 2009: für die Single Out Here Grindin - 2009: für den Mastertone Sweetest Girl (Dollar Bill) - 2011: für die Single Angel - 2018: für die Single Hold My Hand - 2022: für die Single Shut It Down - 2023: für die Single Celebration (Latin) - Vereinigtes Königreich - 2022: für die Single Dangerous | - Australien - 2007: für das Album Konvicted - 2011: für die Single I Just Had Sex - 2011: für die Single Who Dat Girl - 2012: für die Single Play Hard - 2017: für die Single Shut It Down - Belgien - 2010: für die Single Sexy Bitch - Brasilien - 2009: für die Single Locked Up - 2023: für die Single I’m So Paid - 2024: für die Single The Sweet Escape - 2024: für die Single I Tried - 2025: für das Album Trouble - Dänemark - 2013: für das Streaming Play Hard - 2022: für das Album Trouble - 2025: für die Single Right Now (Na Na Na) - Deutschland - 2010: für die Single Sexy Bitch - 2017: für die Single Play Hard - 2023: für die Single The Sweet Escape - 2024: für die Single Smack That - Irland - 2007: für das Album Konvicted - Italien - 2023: für die Autorenbeteiligung Just Dance (Lady Gaga) - Kanada - 2009: für das Album Freedom - 2010: für die Single Shut It Down - 2012: für die Single Who Dat Girl - 2023: für die Single BodyBounce - 2024: für die Single Hold My Hand - Neuseeland - 2005: für die Single Moonshine - 2007: für die Single I Wanna Fuck/Love You - 2007: für die Single Don’t Matter - 2008: für die Autorenbeteiligung Just Dance (Lady Gaga) - 2015: für die Single Play Hard - 2015: für die Single Beautiful - 2016: für die Single Right Now (Na Na Na) - 2021: für das Album Freedom - 2022: für die Single Sweetest Girl (Dollar Bill) - 2025: für die Single I Tried - Österreich - 2011: für die Single Sexy Bitch - Russland - 2007: für das Album Konvicted - Schweden - 2007: für die Single Smack That - 2009: für die Autorenbeteiligung Just Dance (Lady Gaga) - 2011: für die Single Sexy Bitch - 2011: für die Single Hold My Hand - 2011: für die Single I Just Had Sex - Spanien - 2009: für die Autorenbeteiligung Just Dance (Lady Gaga) - 2011: für die Single Sexy Bitch - 2024: für die Single Play Hard - Vereinigte Staaten - 2018: für den Mastertone Soul Survivor - 2007: für die Single I Wanna Fuck/Love You - 2007: für die Single Don’t Matter - 2007: für den Mastertone I Tried - 2007: für den Mastertone Lonely - 2007: für den Mastertone Bartender - 2008: für die Single I’m So Paid - 2008: für die Single Sweetest Girl (Dollar Bill) - 2010: für die Single Sorry, Blame It on Me - 2010: für den Mastertone Right Now (Na Na Na) - 2010: für die Single We Takin’ Over - 2012: für die Single I Just Had Sex - 2016: für die Single Hypnotized - 2024: für die Single Belly Dancer (Bananza) - Vereinigtes Königreich - 2017: für die Single Play Hard - 2020: für die Single Beautiful - 2020: für die Single Lonely - 2021: für die Single Right Now (Na Na Na) - 2023: für die Single Locked Up - 2023: für die Single Don’t Matter - 2024: für die Single I Wanna Fuck/Love You | - Australien - 2005: für die Single Lonely - 2008: für die Single The Sweet Escape - Brasilien - 2023: für die Single Beautiful - 2024: für die Single Dangerous - Dänemark - 2009: für die Autorenbeteiligung Just Dance (Lady Gaga) - 2021: für das Album Konvicted - 2023: für die Single Sexy Bitch - 2024: für die Single Smack That - Deutschland - 2023: für die Autorenbeteiligung Just Dance (Lady Gaga) - GCC - 2010: für das Album Freedom - Griechenland - 2025: für die Single Smack That - Italien - 2024: für die Single Sexy Bitch - Kanada - 2007: für das Album Konvicted - Neuseeland - 2010: für die Single Sexy Bitch - Schweiz - 2009: für die Autorenbeteiligung Just Dance (Lady Gaga) - Vereinigte Staaten - 2007: für die Single Smack That - 2010: für die Single Right Now (Na Na Na) - 2012: für die Single Beautiful - 2024: für das Album Trouble - 2024: für die Single Locked Up - Vereinigtes Königreich - 2020: für das Album Konvicted - 2023: für die Single The Sweet Escape - 2024: für das Album Trouble - 2024: für das Album Freedom - Australien - 2009: für die Autorenbeteiligung Just Dance (Lady Gaga) - 2021: für die Single Beautiful - 2021: für die Single I Wanna Fuck/Love You - Italien - 2014: für die Single Play Hard - Kanada - 2007: für den Ringtone Don’t Matter - Neuseeland - 2022: für das Album Trouble - Norwegen - 2021: für die Autorenbeteiligung Just Dance (Lady Gaga) - Vereinigte Staaten - 2007: für den Mastertone Smack That - 2007: für den Mastertone Don’t Matter - 2009: für den Mastertone I Wanna Fuck/Love You - 2012: für die Single Sexy Bitch - 2023: für die Single Dangerous - Vereinigtes Königreich - 2023: für die Autorenbeteiligung Just Dance (Lady Gaga) - 2024: für die Single Sexy Bitch - 2025: für die Single Smack That - Australien - 2021: für die Single Right Now (Na Na Na) - Kanada - 2023: für die Single Dangerous - Neuseeland - 2024: für die Single Bartender - 2024: für das Album Konvicted - 2025: für die Single The Sweet Escape - Schweiz - 2011: für die Single Sexy Bitch - Vereinigte Staaten - 2022: für die Single Bartender - 2024: für die Single Lonely - 2025: für die Single Soul Survivor - Australien - 2011: für die Single Sexy Bitch - Neuseeland - 2025: für die Single Smack That - Vereinigte Staaten - 2023: für die Single The Sweet Escape - Kanada - 2009: für die Autorenbeteiligung Just Dance (Lady Gaga) - Vereinigte Staaten - 2022: für das Album Konvicted - Australien - 2021: für die Single Smack That - Kanada - 2007: für den Ringtone Smack That - Vereinigte Staaten - 2023: für die Autorenbeteiligung Just Dance (Lady Gaga) - Brasilien - 2023: für die Single Don’t Matter - 2023: für die Single Lonely - 2023: für die Single I Wanna Fuck/Love You - 2023: für die Single Right Now (Na Na Na) - 2023: für die Single Smack That - 2023: für die Single Sorry, Blame It on Me - Frankreich - 2011: für die Single Sexy Bitch - Brasilien - 2024: für das Album Konvicted |

## Auszeichnungen nach Alben

### Trouble
| Land/Region                  | Auszeichnungen für Musikverkäufe (Land/Region, Auszeichnung, Verkäufe) | Verkäufe  |
| ---------------------------- | ---------------------------------------------------------------------- | --------- |
| Australien (ARIA)            | Gold                                                                   | 35.000    |
| Brasilien (PMB)              | Platin                                                                 | 125.000   |
| Dänemark (IFPI)              | Platin                                                                 | 20.000    |
| Frankreich (SNEP)            | Gold                                                                   | 100.000   |
| Kanada (MC)                  | Gold                                                                   | 50.000    |
| Neuseeland (RMNZ)            | 3× Platin                                                              | 45.000    |
| Vereinigte Staaten (RIAA)    | 2× Platin                                                              | 2.000.000 |
| Vereinigtes Königreich (BPI) | 2× Platin                                                              | 600.000   |
| Insgesamt                    | 3× Gold · 9× Platin ·                                                  | 2.975.000 |

### Konvicted
| Land/Region                  | Auszeichnungen für Musikverkäufe (Land/Region, Auszeichnung, Verkäufe) | Verkäufe  |
| ---------------------------- | ---------------------------------------------------------------------- | --------- |
| Australien (ARIA)            | Platin                                                                 | 70.000    |
| Brasilien (PMB)              | 2× Diamant                                                             | 500.000   |
| Dänemark (IFPI)              | 2× Platin                                                              | 40.000    |
| Frankreich (SNEP)            | Gold                                                                   | 75.000    |
| Irland (IRMA)                | Platin                                                                 | 15.000    |
| Japan (RIAJ)                 | Gold                                                                   | 100.000   |
| Kanada (MC)                  | 2× Platin                                                              | 200.000   |
| Neuseeland (RMNZ)            | 4× Platin                                                              | 60.000    |
| Polen (ZPAV)                 | Gold                                                                   | 10.000    |
| Russland (NFPF)              | Platin                                                                 | 20.000    |
| Schweiz (IFPI)               | Gold                                                                   | 15.000    |
| Singapur (RIAS)              | Gold                                                                   | 5.000     |
| Vereinigte Staaten (RIAA)    | 6× Platin                                                              | 6.000.000 |
| Vereinigtes Königreich (BPI) | 2× Platin                                                              | 600.000   |
| Insgesamt                    | 5× Gold · 19× Platin · 2× Diamant ·                                    | 7.710.000 |

### Freedom
| Land/Region                  | Auszeichnungen für Musikverkäufe (Land/Region, Auszeichnung, Verkäufe) | Verkäufe  |
| ---------------------------- | ---------------------------------------------------------------------- | --------- |
| Australien (ARIA)            | Gold                                                                   | 35.000    |
| Dänemark (IFPI)              | Gold                                                                   | 10.000    |
| Golf-Kooperationsrat (IFPI)  | 2× Platin                                                              | 12.000    |
| Kanada (MC)                  | Platin                                                                 | 80.000    |
| Libanon (IFPI)               | Gold                                                                   | 3.000     |
| Neuseeland (RMNZ)            | Platin                                                                 | 15.000    |
| Singapur (RIAS)              | Gold                                                                   | 5.000     |
| Vereinigte Staaten (RIAA)    | —                                                                      | 762.000   |
| Vereinigtes Königreich (BPI) | 2× Platin                                                              | 600.000   |
| Insgesamt                    | 4× Gold · 6× Platin ·                                                  | 1.522.000 |

## Auszeichnungen nach Singles

### Locked Up
| Land/Region                  | Auszeichnungen für Musikverkäufe (Land/Region, Auszeichnung, Verkäufe) | Verkäufe  |
| ---------------------------- | ---------------------------------------------------------------------- | --------- |
| Brasilien (PMB)              | Platin                                                                 | 60.000    |
| Vereinigte Staaten (RIAA)    | 2× Platinum · + Gold (Mastertone)                                      | 1.000.000 |
| Vereinigtes Königreich (BPI) | Platin                                                                 | 600.000   |
| Insgesamt                    | 1× Gold · 4× Platin ·                                                  | 3.160.000 |

### Lonely
| Land/Region                  | Auszeichnungen für Musikverkäufe (Land/Region, Auszeichnung, Verkäufe) | Verkäufe  |
| ---------------------------- | ---------------------------------------------------------------------- | --------- |
| Australien (ARIA)            | 2× Platin                                                              | 140.000   |
| Belgien (BRMA)               | Gold                                                                   | 25.000    |
| Brasilien (PMB)              | Diamant                                                                | 250.000   |
| Dänemark (IFPI)              | Gold                                                                   | 4.000     |
| Deutschland (BVMI)           | Gold                                                                   | 150.000   |
| Italien (FIMI)               | Gold                                                                   | 50.000    |
| Neuseeland (RMNZ)            | Gold                                                                   | 5.000     |
| Österreich (IFPI)            | Gold                                                                   | 15.000    |
| Schweden (IFPI)              | Gold                                                                   | 10.000    |
| Schweiz (IFPI)               | Gold                                                                   | 20.000    |
| Spanien (Promusicae)         | Gold                                                                   | 30.000    |
| Vereinigte Staaten (RIAA)    | 4× Platin · + Platin (Mastertone)                                      | 5.000.000 |
| Vereinigtes Königreich (BPI) | Platin                                                                 | 600.000   |
| Insgesamt                    | 9× Gold · 8× Platin · 1× Diamant ·                                     | 6.279.000 |

### Baby I’m Back
| Land/Region               | Auszeichnungen für Musikverkäufe (Land/Region, Auszeichnung, Verkäufe) | Verkäufe |
| ------------------------- | ---------------------------------------------------------------------- | -------- |
| Brasilien (PMB)           | Gold                                                                   | 30.000   |
| Vereinigte Staaten (RIAA) | Gold                                                                   | 500.000  |
| Insgesamt                 | 2× Gold ·                                                              | 530.000  |

### Belly Dancer (Bananza)
| Land/Region                  | Auszeichnungen für Musikverkäufe (Land/Region, Auszeichnung, Verkäufe) | Verkäufe  |
| ---------------------------- | ---------------------------------------------------------------------- | --------- |
| Vereinigte Staaten (RIAA)    | Platin                                                                 | 1.000.000 |
| Vereinigtes Königreich (BPI) | Silber                                                                 | 200.000   |
| Insgesamt                    | 1× Silber · 1× Platin ·                                                | 1.200.000 |

### Soul Survivor
| Land/Region               | Auszeichnungen für Musikverkäufe (Land/Region, Auszeichnung, Verkäufe) | Verkäufe  |
| ------------------------- | ---------------------------------------------------------------------- | --------- |
| Vereinigte Staaten (RIAA) | 4× Platin · + Platin (Mastertone)                                      | 5.000.000 |
| Insgesamt                 | 5× Platin ·                                                            | 5.000.000 |

### Moonshine
| Land/Region       | Auszeichnungen für Musikverkäufe (Land/Region, Auszeichnung, Verkäufe) | Verkäufe |
| ----------------- | ---------------------------------------------------------------------- | -------- |
| Australien (ARIA) | Gold                                                                   | 35.000   |
| Neuseeland (RMNZ) | Platin                                                                 | 10.000   |
| Insgesamt         | 1× Gold · 1× Platin ·                                                  | 45.000   |

### Smack That
| Land/Region                  | Auszeichnungen für Musikverkäufe (Land/Region, Auszeichnung, Verkäufe) | Verkäufe  |
| ---------------------------- | ---------------------------------------------------------------------- | --------- |
| Australien (ARIA)            | 7× Platin                                                              | 490.000   |
| Belgien (BRMA)               | Gold                                                                   | 25.000    |
| Brasilien (PMB)              | Diamant                                                                | 250.000   |
| Dänemark (IFPI)              | 2× Platin                                                              | 180.000   |
| Deutschland (BVMI)           | Platin                                                                 | 600.000   |
| Griechenland (IFPI)          | 2× Platin                                                              | 40.000    |
| Italien (FIMI)               | Gold                                                                   | 50.000    |
| Kanada (MC)                  | 8× Platin                                                              | 320.000   |
| Neuseeland (RMNZ)            | 5× Platin                                                              | 150.000   |
| Schweden (IFPI)              | Platin                                                                 | 20.000    |
| Spanien (Promusicae)         | Gold                                                                   | 30.000    |
| Vereinigte Staaten (RIAA)    | 2× Platin · + 3× Platin (Mastertone)                                   | 5.000.000 |
| Vereinigtes Königreich (BPI) | 3× Platin                                                              | 1.800.000 |
| Insgesamt                    | 3× Gold · 34× Platin · 1× Diamant ·                                    | 8.955.000 |

### I Wanna Fuck/Love You
| Land/Region                  | Auszeichnungen für Musikverkäufe (Land/Region, Auszeichnung, Verkäufe) | Verkäufe  |
| ---------------------------- | ---------------------------------------------------------------------- | --------- |
| Australien (ARIA)            | 3× Platin                                                              | 210.000   |
| Brasilien (PMB)              | Diamant                                                                | 250.000   |
| Dänemark (IFPI)              | Gold                                                                   | 7.500     |
| Deutschland (BVMI)           | Gold                                                                   | 150.000   |
| Neuseeland (RMNZ)            | Platin                                                                 | 10.000    |
| Vereinigte Staaten (RIAA)    | Platin · + 3× Platin (Mastertone)                                      | 4.000.000 |
| Vereinigtes Königreich (BPI) | Platin                                                                 | 600.000   |
| Insgesamt                    | 2× Gold · 9× Platin · 1× Diamant ·                                     | 5.227.500 |

### Don’t Matter
| Land/Region                  | Auszeichnungen für Musikverkäufe (Land/Region, Auszeichnung, Verkäufe) | Verkäufe  |
| ---------------------------- | ---------------------------------------------------------------------- | --------- |
| Brasilien (PMB)              | Diamant · + Gold (Live-Version)                                        | 280.000   |
| Dänemark (IFPI)              | Gold                                                                   | 7.500     |
| Japan (RIAJ)                 | Gold                                                                   | 100.000   |
| Kanada (MC)                  | 3× Platin                                                              | 120.000   |
| Neuseeland (RMNZ)            | Platin                                                                 | 15.000    |
| Vereinigte Staaten (RIAA)    | Platin · + 3× Platin (Mastertone)                                      | 4.000.000 |
| Vereinigtes Königreich (BPI) | Platin                                                                 | 600.000   |
| Insgesamt                    | 3× Gold · 9× Platin · 1× Diamant ·                                     | 5.122.500 |

### The Sweet Escape
| Land/Region                  | Auszeichnungen für Musikverkäufe (Land/Region, Auszeichnung, Verkäufe) | Verkäufe  |
| ---------------------------- | ---------------------------------------------------------------------- | --------- |
| Australien (ARIA)            | 2× Platin                                                              | 140.000   |
| Belgien (BRMA)               | Gold                                                                   | 25.000    |
| Brasilien (PMB)              | Platin                                                                 | 60.000    |
| Dänemark (IFPI)              | Gold                                                                   | 7.500     |
| Deutschland (BVMI)           | Platin                                                                 | 300.000   |
| Italien (FIMI)               | Gold                                                                   | 25.000    |
| Kanada (MC)                  | —                                                                      | 68.000    |
| Neuseeland (RMNZ)            | 4× Platin                                                              | 120.000   |
| Norwegen (IFPI)              | Gold                                                                   | 5.000     |
| Schweden (IFPI)              | Gold                                                                   | 10.000    |
| Vereinigte Staaten (RIAA)    | 5× Platin                                                              | 5.000.000 |
| Vereinigtes Königreich (BPI) | 2× Platin                                                              | 1.200.000 |
| Insgesamt                    | 5× Gold · 15× Platin ·                                                 | 6.960.500 |

### I Tried
| Land/Region               | Auszeichnungen für Musikverkäufe (Land/Region, Auszeichnung, Verkäufe) | Verkäufe  |
| ------------------------- | ---------------------------------------------------------------------- | --------- |
| Brasilien (PMB)           | Platin                                                                 | 60.000    |
| Neuseeland (RMNZ)         | Platin                                                                 | 30.000    |
| Vereinigte Staaten (RIAA) | Platin                                                                 | 1.000.000 |
| Insgesamt                 | 3× Platin ·                                                            | 1.090.000 |

### We Takin’ Over
| Land/Region               | Auszeichnungen für Musikverkäufe (Land/Region, Auszeichnung, Verkäufe) | Verkäufe  |
| ------------------------- | ---------------------------------------------------------------------- | --------- |
| Vereinigte Staaten (RIAA) | Platin                                                                 | 1.000.000 |
| Insgesamt                 | 1× Platin ·                                                            | 1.000.000 |

### Bartender
| Land/Region                  | Auszeichnungen für Musikverkäufe (Land/Region, Auszeichnung, Verkäufe) | Verkäufe  |
| ---------------------------- | ---------------------------------------------------------------------- | --------- |
| Neuseeland (RMNZ)            | 4× Platin                                                              | 120.000   |
| Vereinigte Staaten (RIAA)    | 4× Platin · + Platin (Mastertone)                                      | 5.000.000 |
| Vereinigtes Königreich (BPI) | Silber                                                                 | 200.000   |
| Insgesamt                    | 1× Silber · 9× Platin ·                                                | 5.320.000 |

### Sorry, Blame It on Me
| Land/Region                  | Auszeichnungen für Musikverkäufe (Land/Region, Auszeichnung, Verkäufe) | Verkäufe  |
| ---------------------------- | ---------------------------------------------------------------------- | --------- |
| Brasilien (PMB)              | Diamant                                                                | 250.000   |
| Dänemark (IFPI)              | Gold                                                                   | 7.500     |
| Neuseeland (RMNZ)            | Gold                                                                   | 7.500     |
| Schweden (IFPI)              | Gold                                                                   | 10.000    |
| Vereinigte Staaten (RIAA)    | Platin                                                                 | 1.000.000 |
| Vereinigtes Königreich (BPI) | Silber                                                                 | 200.000   |
| Insgesamt                    | 1× Silber · 3× Gold · 1× Platin · 1× Diamant ·                         | 1.475.000 |

### I’ll Still Kill
| Land/Region     | Auszeichnungen für Musikverkäufe (Land/Region, Auszeichnung, Verkäufe) | Verkäufe |
| --------------- | ---------------------------------------------------------------------- | -------- |
| Brasilien (PMB) | Gold                                                                   | 30.000   |
| Insgesamt       | 1× Gold ·                                                              | 30.000   |

### Sweetest Girl (Dollar Bill)
| Land/Region               | Auszeichnungen für Musikverkäufe (Land/Region, Auszeichnung, Verkäufe) | Verkäufe  |
| ------------------------- | ---------------------------------------------------------------------- | --------- |
| Neuseeland (RMNZ)         | Platin                                                                 | 30.000    |
| Vereinigte Staaten (RIAA) | Platin · + Gold (Mastertone)                                           | 1.500.000 |
| Insgesamt                 | 1× Gold · 2× Platin ·                                                  | 1.530.000 |

### Hypnotized
| Land/Region               | Auszeichnungen für Musikverkäufe (Land/Region, Auszeichnung, Verkäufe) | Verkäufe  |
| ------------------------- | ---------------------------------------------------------------------- | --------- |
| Neuseeland (RMNZ)         | Gold                                                                   | 7.500     |
| Vereinigte Staaten (RIAA) | Platin                                                                 | 1.000.000 |
| Insgesamt                 | 1× Gold · 1× Platin ·                                                  | 1.007.500 |

### Get Buck in Here
| Land/Region               | Auszeichnungen für Musikverkäufe (Land/Region, Auszeichnung, Verkäufe) | Verkäufe |
| ------------------------- | ---------------------------------------------------------------------- | -------- |
| Vereinigte Staaten (RIAA) | Gold                                                                   | 500.000  |
| Insgesamt                 | 1× Gold ·                                                              | 500.000  |

### Wanna Be Startin’ Somethin’ 2008
| Land/Region       | Auszeichnungen für Musikverkäufe (Land/Region, Auszeichnung, Verkäufe) | Verkäufe |
| ----------------- | ---------------------------------------------------------------------- | -------- |
| Australien (ARIA) | Gold                                                                   | 35.000   |
| Insgesamt         | 1× Gold ·                                                              | 35.000   |

### Dangerous
| Land/Region                  | Auszeichnungen für Musikverkäufe (Land/Region, Auszeichnung, Verkäufe) | Verkäufe  |
| ---------------------------- | ---------------------------------------------------------------------- | --------- |
| Brasilien (PMB)              | 2× Platin                                                              | 120.000   |
| Dänemark (IFPI)              | Gold                                                                   | 45.000    |
| Deutschland (BVMI)           | Gold                                                                   | 150.000   |
| Kanada (MC)                  | 4× Platin                                                              | 320.000   |
| Vereinigte Staaten (RIAA)    | 3× Platin                                                              | 3.000.000 |
| Vereinigtes Königreich (BPI) | Gold                                                                   | 400.000   |
| Insgesamt                    | 3× Gold · 9× Platin ·                                                  | 4.035.000 |

### Body On Me
| Land/Region                  | Auszeichnungen für Musikverkäufe (Land/Region, Auszeichnung, Verkäufe) | Verkäufe |
| ---------------------------- | ---------------------------------------------------------------------- | -------- |
| Brasilien (PMB)              | Gold                                                                   | 30.000   |
| Vereinigtes Königreich (BPI) | Silber                                                                 | 200.000  |
| Insgesamt                    | 1× Silber · 1× Gold ·                                                  | 230.000  |

### Out Here Grindin
| Land/Region               | Auszeichnungen für Musikverkäufe (Land/Region, Auszeichnung, Verkäufe) | Verkäufe |
| ------------------------- | ---------------------------------------------------------------------- | -------- |
| Vereinigte Staaten (RIAA) | Gold                                                                   | 500.000  |
| Insgesamt                 | 1× Gold ·                                                              | 500.000  |

### Right Now (Na Na Na)
| Land/Region                  | Auszeichnungen für Musikverkäufe (Land/Region, Auszeichnung, Verkäufe) | Verkäufe  |
| ---------------------------- | ---------------------------------------------------------------------- | --------- |
| Australien (ARIA)            | 4× Platin                                                              | 280.000   |
| Brasilien (PMB)              | Diamant                                                                | 250.000   |
| Dänemark (IFPI)              | Platin                                                                 | 90.000    |
| Neuseeland (RMNZ)            | Platin                                                                 | 30.000    |
| Vereinigte Staaten (RIAA)    | 2× Platin · + Platin (Mastertone)                                      | 3.000.000 |
| Vereinigtes Königreich (BPI) | Platin                                                                 | 600.000   |
| Insgesamt                    | 10× Platin · 1× Diamant ·                                              | 4.250.000 |

### I’m So Paid
| Land/Region                  | Auszeichnungen für Musikverkäufe (Land/Region, Auszeichnung, Verkäufe) | Verkäufe  |
| ---------------------------- | ---------------------------------------------------------------------- | --------- |
| Brasilien (PMB)              | Platin                                                                 | 60.000    |
| Vereinigte Staaten (RIAA)    | Platin                                                                 | 1.000.000 |
| Vereinigtes Königreich (BPI) | Silber                                                                 | 200.000   |
| Insgesamt                    | 1× Silber · 2× Platin ·                                                | 1.260.000 |

### Beautiful
| Land/Region                  | Auszeichnungen für Musikverkäufe (Land/Region, Auszeichnung, Verkäufe) | Verkäufe  |
| ---------------------------- | ---------------------------------------------------------------------- | --------- |
| Australien (ARIA)            | 3× Platin                                                              | 210.000   |
| Brasilien (PMB)              | 2× Platin                                                              | 120.000   |
| Dänemark (IFPI)              | Gold                                                                   | 45.000    |
| Neuseeland (RMNZ)            | Platin                                                                 | 15.000    |
| Vereinigte Staaten (RIAA)    | 2× Platin                                                              | 2.000.000 |
| Vereinigtes Königreich (BPI) | Platin                                                                 | 600.000   |
| Insgesamt                    | 1× Gold · 9× Platin ·                                                  | 3.030.000 |

### Sexy Bitch
| Land/Region                  | Auszeichnungen für Musikverkäufe (Land/Region, Auszeichnung, Verkäufe) | Verkäufe  |
| ---------------------------- | ---------------------------------------------------------------------- | --------- |
| Australien (ARIA)            | 5× Platin                                                              | 350.000   |
| Belgien (BRMA)               | Platin                                                                 | 30.000    |
| Dänemark (IFPI)              | 2× Platin                                                              | 180.000   |
| Deutschland (BVMI)           | Platin                                                                 | 300.000   |
| Finnland (IFPI)              | Gold                                                                   | 6.735     |
| Frankreich (SNEP)            | Diamant                                                                | 400.000   |
| Italien (FIMI)               | 2× Platin                                                              | 200.000   |
| Kanada (MC)                  | Gold                                                                   | 20.000    |
| Neuseeland (RMNZ)            | 2× Platin                                                              | 30.000    |
| Österreich (IFPI)            | Platin                                                                 | 30.000    |
| Schweden (IFPI)              | Platin                                                                 | 40.000    |
| Schweiz (IFPI)               | 4× Platin                                                              | 120.000   |
| Spanien (Promusicae)         | Platin                                                                 | 40.000    |
| Südkorea (KMCA)              | —                                                                      | 267.225   |
| Vereinigte Staaten (RIAA)    | 3× Platin                                                              | 3.507.000 |
| Vereinigtes Königreich (BPI) | 3× Platin                                                              | 1.800.000 |
| Insgesamt                    | 2× Gold · 26× Platin · 1× Diamant ·                                    | 7.320.960 |

### Shut It Down
| Land/Region               | Auszeichnungen für Musikverkäufe (Land/Region, Auszeichnung, Verkäufe) | Verkäufe |
| ------------------------- | ---------------------------------------------------------------------- | -------- |
| Australien (ARIA)         | Platin                                                                 | 70.000   |
| Kanada (MC)               | Platin                                                                 | 40.000   |
| Vereinigte Staaten (RIAA) | Gold                                                                   | 500.000  |
| Insgesamt                 | 1× Gold · 2× Platin ·                                                  | 610.000  |

### Hold My Hand
| Land/Region                  | Auszeichnungen für Musikverkäufe (Land/Region, Auszeichnung, Verkäufe) | Verkäufe  |
| ---------------------------- | ---------------------------------------------------------------------- | --------- |
| Dänemark (IFPI)              | Gold                                                                   | 45.000    |
| Deutschland (BVMI)           | Gold                                                                   | 150.000   |
| Italien (FIMI)               | Gold                                                                   | 15.000    |
| Kanada (MC)                  | Platin                                                                 | 80.000    |
| Neuseeland (RMNZ)            | Gold                                                                   | 7.500     |
| Schweden (IFPI)              | Platin                                                                 | 40.000    |
| Spanien (Promusicae)         | Gold                                                                   | 20.000    |
| Südkorea (KMCA)              | —                                                                      | 114.357   |
| Vereinigte Staaten (RIAA)    | Gold                                                                   | 500.000   |
| Vereinigtes Königreich (BPI) | Silber                                                                 | 200.000   |
| Insgesamt                    | 1× Silber · 6× Gold · 2× Platin ·                                      | 1.171.857 |

### Kush
| Land/Region     | Auszeichnungen für Musikverkäufe (Land/Region, Auszeichnung, Verkäufe) | Verkäufe |
| --------------- | ---------------------------------------------------------------------- | -------- |
| Brasilien (PMB) | Gold                                                                   | 30.000   |
| Insgesamt       | 1× Gold ·                                                              | 30.000   |

### Who Dat Girl
| Land/Region       | Auszeichnungen für Musikverkäufe (Land/Region, Auszeichnung, Verkäufe) | Verkäufe |
| ----------------- | ---------------------------------------------------------------------- | -------- |
| Australien (ARIA) | Platin                                                                 | 70.000   |
| Kanada (MC)       | Platin                                                                 | 80.000   |
| Insgesamt         | 2× Platin ·                                                            | 150.000  |

### I Just Had Sex
| Land/Region                  | Auszeichnungen für Musikverkäufe (Land/Region, Auszeichnung, Verkäufe) | Verkäufe  |
| ---------------------------- | ---------------------------------------------------------------------- | --------- |
| Australien (ARIA)            | Platin                                                                 | 70.000    |
| Neuseeland (RMNZ)            | Gold                                                                   | 7.500     |
| Schweden (IFPI)              | Platin                                                                 | 40.000    |
| Vereinigte Staaten (RIAA)    | Platin                                                                 | 1.000.000 |
| Vereinigtes Königreich (BPI) | Silber                                                                 | 200.000   |
| Insgesamt                    | 1× Silber · 1× Gold · 3× Platin ·                                      | 1.317.500 |

### BodyBounce
| Land/Region | Auszeichnungen für Musikverkäufe (Land/Region, Auszeichnung, Verkäufe) | Verkäufe |
| ----------- | ---------------------------------------------------------------------- | -------- |
| Kanada (MC) | Platin                                                                 | 80.000   |
| Insgesamt   | 1× Platin ·                                                            | 80.000   |

### Angel
| Land/Region               | Auszeichnungen für Musikverkäufe (Land/Region, Auszeichnung, Verkäufe) | Verkäufe |
| ------------------------- | ---------------------------------------------------------------------- | -------- |
| Neuseeland (RMNZ)         | Gold                                                                   | 7.500    |
| Vereinigte Staaten (RIAA) | Gold                                                                   | 500.000  |
| Insgesamt                 | 2× Gold ·                                                              | 507.500  |

### Play Hard
| Land/Region                  | Auszeichnungen für Musikverkäufe (Land/Region, Auszeichnung, Verkäufe) | Verkäufe  |
| ---------------------------- | ---------------------------------------------------------------------- | --------- |
| Australien (ARIA)            | Platin                                                                 | 70.000    |
| Belgien (BRMA)               | Gold                                                                   | 15.000    |
| Dänemark (IFPI)              | Gold                                                                   | 15.000    |
| Deutschland (BVMI)           | Platin                                                                 | 300.000   |
| Frankreich (SNEP)            | Gold                                                                   | 100.300   |
| Italien (FIMI)               | 3× Platin                                                              | 90.000    |
| Neuseeland (RMNZ)            | Platin                                                                 | 15.000    |
| Österreich (IFPI)            | Gold                                                                   | 15.000    |
| Schweiz (IFPI)               | Gold                                                                   | 15.000    |
| Spanien (Promusicae)         | Platin                                                                 | 60.000    |
| Vereinigtes Königreich (BPI) | Platin                                                                 | 600.000   |
| Insgesamt                    | 5× Gold · 8× Platin ·                                                  | 1.295.300 |

### Holiday
| Land/Region        | Auszeichnungen für Musikverkäufe (Land/Region, Auszeichnung, Verkäufe) | Verkäufe |
| ------------------ | ---------------------------------------------------------------------- | -------- |
| Deutschland (BVMI) | Gold                                                                   | 200.000  |
| Insgesamt          | 1× Gold ·                                                              | 200.000  |

### Stick Around
| Land/Region     | Auszeichnungen für Musikverkäufe (Land/Region, Auszeichnung, Verkäufe) | Verkäufe |
| --------------- | ---------------------------------------------------------------------- | -------- |
| Norwegen (IFPI) | Gold                                                                   | 20.000   |
| Insgesamt       | 1× Gold ·                                                              | 20.000   |

### Heatwave
| Land/Region        | Auszeichnungen für Musikverkäufe (Land/Region, Auszeichnung, Verkäufe) | Verkäufe |
| ------------------ | ---------------------------------------------------------------------- | -------- |
| Deutschland (BVMI) | Gold                                                                   | 200.000  |
| Italien (FIMI)     | Gold                                                                   | 25.000   |
| Kanada (MC)        | Gold                                                                   | 40.000   |
| Insgesamt          | 3× Gold ·                                                              | 265.000  |

### Til the Sun Rise Up
| Land/Region    | Auszeichnungen für Musikverkäufe (Land/Region, Auszeichnung, Verkäufe) | Verkäufe |
| -------------- | ---------------------------------------------------------------------- | -------- |
| Italien (FIMI) | Gold                                                                   | 25.000   |
| Insgesamt      | 1× Gold ·                                                              | 25.000   |

### Celebration
| Land/Region               | Auszeichnungen für Musikverkäufe (Land/Region, Auszeichnung, Verkäufe) | Verkäufe |
| ------------------------- | ---------------------------------------------------------------------- | -------- |
| Vereinigte Staaten (RIAA) | Gold                                                                   | 30.000   |
| Insgesamt                 | 1× Gold ·                                                              | 30.000   |

## Auszeichnungen nach Liedern

### Don’t Let Up
| Land/Region       | Auszeichnungen für Musikverkäufe (Land/Region, Auszeichnung, Verkäufe) | Verkäufe |
| ----------------- | ---------------------------------------------------------------------- | -------- |
| Neuseeland (RMNZ) | Gold                                                                   | 15.000   |
| Insgesamt         | 1× Gold ·                                                              | 15.000   |

### Coméntale
| Land/Region          | Auszeichnungen für Musikverkäufe (Land/Region, Auszeichnung, Verkäufe) | Verkäufe |
| -------------------- | ---------------------------------------------------------------------- | -------- |
| Spanien (Promusicae) | Gold                                                                   | 30.000   |
| Insgesamt            | 1× Gold ·                                                              | 30.000   |

## Auszeichnungen nach Autorenbeteiligungen und Produktionen

### Just Dance(Lady Gaga)
| Land/Region                  | Auszeichnungen für Musikverkäufe (Land/Region, Auszeichnung, Verkäufe) | Verkäufe   |
| ---------------------------- | ---------------------------------------------------------------------- | ---------- |
| Australien (ARIA)            | 3× Platin                                                              | 210.000    |
| Belgien (BRMA)               | Gold                                                                   | 15.000     |
| Dänemark (IFPI)              | 2× Platin                                                              | 30.000     |
| Deutschland (BVMI)           | 2× Platin                                                              | 600.000    |
| Frankreich (SNEP)            | —                                                                      | 88.000     |
| Italien (FIMI)               | Platin                                                                 | 100.000    |
| Japan (RIAJ)                 | Gold (Mobile Downloads) · + Gold (Downloads)                           | 200.000    |
| Kanada (MC)                  | 6× Platin                                                              | 240.000    |
| Neuseeland (RMNZ)            | Platin                                                                 | 15.000     |
| Norwegen (IFPI)              | 3× Platin                                                              | 180.000    |
| Schweden (IFPI)              | Platin                                                                 | 20.000     |
| Schweiz (IFPI)               | 2× Platin                                                              | 60.000     |
| Spanien (Promusicae)         | Platin                                                                 | 40.000     |
| Südkorea (KMCA)              | —                                                                      | 122.559    |
| Vereinigte Staaten (RIAA)    | 11× Platin                                                             | 11.000.000 |
| Vereinigtes Königreich (BPI) | 3× Platin                                                              | 1.800.000  |
| Insgesamt                    | 3× Gold · 26× Platin · 1× Diamant ·                                    | 14.720.559 |

### Mirrors(Natalia Kills)
| Land/Region        | Auszeichnungen für Musikverkäufe (Land/Region, Auszeichnung, Verkäufe) | Verkäufe |
| ------------------ | ---------------------------------------------------------------------- | -------- |
| Deutschland (BVMI) | Gold                                                                   | 150.000  |
| Insgesamt          | 1× Gold ·                                                              | 150.000  |

## Auszeichnungen nach Musikstreamings

### Sexy Bitch
| Land/Region     | Auszeichnungen für Musikverkäufe (Land/Region, Auszeichnung, Verkäufe) | Verkäufe |
| --------------- | ---------------------------------------------------------------------- | -------- |
| Dänemark (IFPI) | Gold                                                                   | 900.000  |
| Insgesamt       | 1× Gold ·                                                              | 900.000  |

### Play Hard
| Land/Region          | Auszeichnungen für Musikverkäufe (Land/Region, Auszeichnung, Verkäufe) | Verkäufe  |
| -------------------- | ---------------------------------------------------------------------- | --------- |
| Dänemark (IFPI)      | Platin                                                                 | 2.600.000 |
| Spanien (Promusicae) | Gold                                                                   | 4.000.000 |
| Insgesamt            | 1× Gold · 1× Platin ·                                                  | 6.600.000 |

## Auszeichnungen nach Videoalben

### His Story
| Land/Region     | Auszeichnungen für Musikverkäufe (Land/Region, Auszeichnung, Verkäufe) | Verkäufe |
| --------------- | ---------------------------------------------------------------------- | -------- |
| Brasilien (PMB) | Gold                                                                   | 15.000   |
| Insgesamt       | 1× Gold ·                                                              | 15.000   |

## Statistik und Quellen
| Land/RegionAuszeichnungen für Musikverkäufe (Land/Region, Auszeichnungen, Verkäufe, Quellen) | Silber     | Gold       | Platin         | Diamant       | Verkäufe   | Quellen                                                        |
| -------------------------------------------------------------------------------------------- | ---------- | ---------- | -------------- | ------------- | ---------- | -------------------------------------------------------------- |
| Australien (ARIA)                                                                            | —          | 4× Gold4   | 34× Platin34   | —             | 2.520.000  | aria.com.au                                                    |
| Belgien (BRMA)                                                                               | —          | 5× Gold5   | Platin1        | —             | 145.000    | ultratop.be                                                    |
| Brasilien (PMB)                                                                              | —          | 6× Gold6   | 9× Platin9     | 8× Diamant8   | 3.020.000  | pro-musicabr.org.br                                            |
| Dänemark (IFPI)                                                                              | —          | 11× Gold11 | 11× Platin11   | —             | 712.000    | ifpi.dk                                                        |
| Deutschland (BVMI)                                                                           | —          | 7× Gold7   | 6× Platin6     | —             | 3.250.000  | musikindustrie.de                                              |
| Finnland (IFPI)                                                                              | —          | Gold1      | —              | —             | 6.735      | ifpi.fi                                                        |
| Frankreich (SNEP)                                                                            | —          | 3× Gold3   | —              | Diamant1      | 763.300    | infodisc.fr snepmusique.com                                    |
| Golf-Kooperationsrat (IFPI)                                                                  | —          | —          | 2× Platin2     | —             | 12.000     | ifpi.org (Memento vom 15. Oktober 2013 im Internet Archive)    |
| Griechenland (IFPI)                                                                          | —          | —          | 2× Platin2     | —             | 40.000     | Einzelnachweise                                                |
| Irland (IRMA)                                                                                | —          | —          | Platin1        | —             | 15.000     | irishcharts.ie                                                 |
| Italien (FIMI)                                                                               | —          | 6× Gold6   | 6× Platin6     | —             | 580.000    | fimi.it                                                        |
| Japan (RIAJ)                                                                                 | —          | 4× Gold4   | —              | —             | 400.000    | riaj.or.jp JP2                                                 |
| Kanada (MC)                                                                                  | —          | 3× Gold3   | 28× Platin28   | —             | 1.738.000  | musiccanada.com                                                |
| Libanon (IFPI)                                                                               | —          | Gold1      | —              | —             | 3.000      | ifpi.org                                                       |
| Neuseeland (RMNZ)                                                                            | —          | 7× Gold7   | 32× Platin32   | —             | 760.000    | aotearoamusiccharts.co.nz NZ2 NZ3 NZ4                          |
| Norwegen (IFPI)                                                                              | —          | 2× Gold2   | 3× Platin3     | —             | 200.000    | ifpi.no                                                        |
| Österreich (IFPI)                                                                            | —          | 2× Gold2   | Platin1        | —             | 60.000     | ifpi.at                                                        |
| Polen (ZPAV)                                                                                 | —          | Gold1      | —              | —             | 10.000     | olis.pl                                                        |
| Russland (NFPF)                                                                              | —          | —          | Platin1        | —             | 20.000     | 2m-online.ru (Memento vom 22. Januar 2009 im Internet Archive) |
| Schweden (IFPI)                                                                              | —          | 3× Gold3   | 5× Platin5     | —             | 190.000    | sverigetopplistan.se                                           |
| Schweiz (IFPI)                                                                               | —          | 3× Gold3   | 6× Platin6     | —             | 230.000    | hitparade.ch                                                   |
| Singapur (RIAS)                                                                              | —          | 2× Gold2   | —              | —             | 10.000     | rias.org.sg                                                    |
| Spanien (Promusicae)                                                                         | —          | 5× Gold5   | 3× Platin3     | —             | 250.000    | elportaldemusica.es promusicae.es                              |
| Südkorea (KMCA)                                                                              | —          | —          | —              | —             | 504.141    | Einzelnachweise                                                |
| Vereinigte Staaten (RIAA)                                                                    | —          | 9× Gold9   | 63× Platin63   | Diamant1      | 78.299.000 | riaa.com                                                       |
| Vereinigtes Königreich (BPI)                                                                 | 7× Silber7 | Gold1      | 24× Platin24   | —             | 14.400.000 | bpi.co.uk                                                      |
| Insgesamt                                                                                    | 7× Silber7 | 86× Gold86 | 238× Platin238 | 10× Diamant10 |            |                                                                |